# 児玉実英
児玉 実英（こだま さねひで、児玉 實英、1932年12月14日 - ）は、日本のアメリカ文学・比較文学者。同志社女子大学名誉教授。

## 経歴
京都府に、同志社大学名誉教授・児玉実用の長男として生まれる。1955年に同志社大学英文科卒、1956年に同大学院中退。同年、フルブライト奨学金を得てアメリカ合衆国のアマースト大学に留学。1958年同英文科卒業。1959年ワシントン州立大学修士課程修了。1960年に同志社女子大学助手、1961年に同大学専任講師、1964年に同大学助教授、1970年に同大学教授。1984年、「アメリカ詩と日本文化」により同志社大文学博士。93年から同志社女子大学長を務めた後、2001年に広島女学院大学教授。2009年春の叙勲で瑞宝中綬章を受章。
妻は天理大学名誉教授・児玉佳与子（宗教学者、1933年-　）。妹の夫に元同志社女子大教授・岡部進（数学者、1939年-　）

## 著書
- 『アメリカのジャポニズム 美術・工芸を超えた日本志向』中公新書, 1995
- 『石中火あり 同志社とわたしと英文学』オリオン出版社, 2000
- 『アメリカの詩』英宝社, 2005

## 共編
- 二〇世紀女性文学を学ぶ人のために　杉野徹,安森敏隆 世界思想社, 2007

## 翻訳
- 空想と想像力 R.L.ブレット 研究社出版, 1971